# 113952 Schramm
113952 Schramm este un asteroid din centura principală de asteroizi.

## Descriere
113952 Schramm este un asteroid din centura principală de asteroizi. A fost descoperit pe 10 octombrie 2002 la Apache Point Observatory în cadrul programului Sloan Digital Sky Survey. Asteroidul prezintă o orbită caracterizată de o semiaxă mare de 2,37 ua, o excentricitate de 0,12 și o înclinație de 5,6° în raport cu ecliptica.